# Andromède XIV
Andromède XIV est une galaxie naine du Groupe local.